# 洪嘉鴻
洪嘉鴻（1959年9月12日—），中華民國（台灣）政治人物。出生台灣省苗栗縣，代表國民黨任臺中市中西區市議員。洪嘉鴻曾任台灣台中、高雄、屏東地方法院法官共9年，以及在洪昭男立法委員服務處擔任平民法律扶助共8年，並於2005年第一次投入議員選舉，以新人身份即以8,561票當選，此後在2009年連選連任，穩定中西區實力。洪嘉鴻憑藉自身法律專長，在台中免費法律諮詢長達10年(2005－)，堪稱法律長工。隨後在2014年九合一大選，因同選區黃國書與新人江肇國的配票，最後以12106票敗選。

## 政績

### 振興中區
洪嘉鴻是近十年內唯一在中區設立服務處的中西區議員（大誠街），且自2012年始，就積極要求市府以及各集團要努力振興中區，例如要求遠東集團以及市政府要努力讓舊遠百重新開張。也主張閒置多年的台中市金沙百貨大樓要想辦法重生，終於在2015年李方酒店管理集團投資新台幣80億元設立李方艾美酒店，預計2016年底開幕。

### 垃圾政策，暫停試辦
2012年市府環保局即將先在中區和西區試辦垃圾隨袋徵收，洪嘉鴻認為，在沒有完善配套措施下，如果輕率只在中、西區實施，不但會增加民眾購買塑膠袋的負擔，如有人不願意購買垃圾袋而亂扔垃圾，將造成清潔隊人員疲於奔命，且政府沒有辦法阻止中、西區的垃圾扔到其他區，所以要求市府暫緩中，西區試辦隨袋徵收方式。

### 保護千年茄苳樹
台中市西區後龍里的千年茄冬樹在當地被封為茄苳樹王公，是台灣平地上最老最大的茄苳樹，地方人士均視其為神明祭拜，其契子、契孫達上千人以上，每年都會回來為老樹祝壽祭拜。因此，洪嘉鴻議員建請市府拆除可能影響老樹日照的婦幼聯合活動中心，並改善地面的水泥舖面，以全面解決可能危及老樹生命的威脅。
然而植物行光合作用都在早上，這棟活動中心會擋住早上的陽光，影響老樹的生長；另外樹根在地底生長範圍是樹冠幅的一．五至二倍，茄苳樹的樹根應該已長到中心的基地內。
所以洪嘉鴻議員更要求市府為這棵老樹「健檢」，找出可能影響老樹生存的因素，並對其根部做調查、處理，才能確保老樹的永續生長。

### 爭取台中市泰迪熊嘉年華展出
向市府爭取將自102年11月28日至1月5日在臺中秋紅谷、草悟道、市府廣場及新光三越舉辦「2013泰迪熊臺中樂活嘉年華」。議員洪嘉鴻表示，相較黃色小鴨，泰迪熊嘉年華是以小資本大創意方式吸引民眾。並且在隔年「2014泰迪熊臺中樂活嘉年華」配合自己專業律師形象，特別製作穿著律師袍的泰迪熊。

### 訂定台中市動物屍體處理自治條例
洪嘉鴻議員在101年間，率先提出台中市動物屍體處理自治條例，台中市議會於101年12月25日三讀制定公布，成為全國第一個制定動物屍體處理條例的議會，但台中市政府卻遲未編列預算興建寵物焚化設施。直到103年，終於在他的強力質詢要求下，於104年度預算中編列一千萬元，市府將尋找合適土地興建動物專用焚化爐。

### 恢復草悟道停車格
為了闢建綠色運具的車道，市府取消數百個草悟道周邊停車格，但綠色運具運轉效能不彰，103年6月12日嘉鴻向市府反映草悟道周邊停車格不足，建議綠色運具紅色鋪面專用道恢復劃設停車格供民眾停車使用。觀光局和交通局經由市長胡志強簽核後，同意辦理相關調整措施，並於103年9月1日開始實施。

### 聽見臺中─創造金氏世界紀錄薩克斯風馬拉松接力演奏
聽見臺中─創造金氏世界紀錄薩克斯風馬拉松接力演奏 （页面存档备份，存于）

### 維護文官制度向考試院陳情
律師洪嘉鴻，北上銓敘部陳情要求市長林佳龍停止類似「清算鬥爭」情事，由銓審司長鄭政輝接受陳情書。'

### 推動反空汙聯署
您忍心看孩子們都在室內上體育課嗎？您願意每天戴口罩嗎？孩子是我們的未來，如果沒有健康的空氣，最好的教育也會蒙塵，已經有15個國家加入不用煤發電聯盟，公開宣布從2030年開始不再使用煤發電，英國宣布提前到2025年，最近法國更提早到2023年就不再燃煤發電，而我們生長的台灣努力編預算改善燃煤機組的污染，顯然燃煤發電政策還要繼續，本基金會擔心PM2.5粉碎我們的未來，決定用公民投票的方式，用民意及法效力提前終結燃煤發電。請您列印及連署後寄回，並歡迎轉傳，也歡迎您提供傳真號碼索取連署書。財團法人法治暨人權基金會董事長洪嘉鴻懇託。

## 外部連結
- 洪嘉鴻臉書
- 部落格 （页面存档备份，存于）